# Avenue de Boufflers (Nancy)
Pour les articles homonymes, voir Avenue de Boufflers.
L'avenue de Boufflers est une voie située au nord-ouest de la commune de Nancy, au sein du département de Meurthe-et-Moselle, en région Lorraine.

## Situation et accès
Voie en forte pente, affichant parfois un profil de 9 %, l'avenue de Boufflers relie la rue Raymond-Poincaré, côté ouest de la gare de Nancy au plateau de Haye en direction de Toul et de Paris. Depuis son tenant, au carrefour des rues Raymond-Poincaré, de Saint-Lambert et avenue Anatole-France, jusqu'à son aboutissant rue André-Theuriet, à la limite de la commune, elle mesure près de trois kilomètres. Elle conserve le même nom après son entrée dans la commune de Laxou avant d'aboutir dans l'avenue de la Résistance de Laxou.
Dans sa partie basse, l'avenue de Boufflers longe un côté du cimetière de Préville en face duquel s'ouvre l'une des entrées du jardin Paul Verlaine, aménagé sur le site de l'ancien dépôt des autobus nancéiens dont la façade a été conservée au numéro 11.
En 1992, les jardins du belvédère, plantés d'arbres fruitiers en terrasse, ont été aménagés de part et d'autre de l'avenue à l'emplacement d'une ancienne réserve d'eaux de Haye alimentant la ville au numéro 112.
L'avenue monte vers le quartier Beauregard - Boufflers - Buthegnémont sur les hauteurs nord-ouest de Nancy et passe à proximité de l'église Sainte-Anne de Beauregard au niveau de la rue Guy-Ropartz.

## Origine du nom
L’avenue est nommée d'après le chevalier de Boufflers (1738-1815), poète et filleul de Stanislas Leszczynski.

## Historique
Ancienne « route de Toul », tracée en 1753 depuis la porte Stanislas, pour remplacer la primitive chaussée du « Chemin de la Côte » elle prend sa dénomination actuelle le 8 août 1876.

## Bâtiments remarquables et lieux de mémoire
Le cimetière de Préville en face duquel s'ouvre l'une des entrées du jardin Paul Verlaine tous deux avec des exemples de l'art de l'école de Nancy.

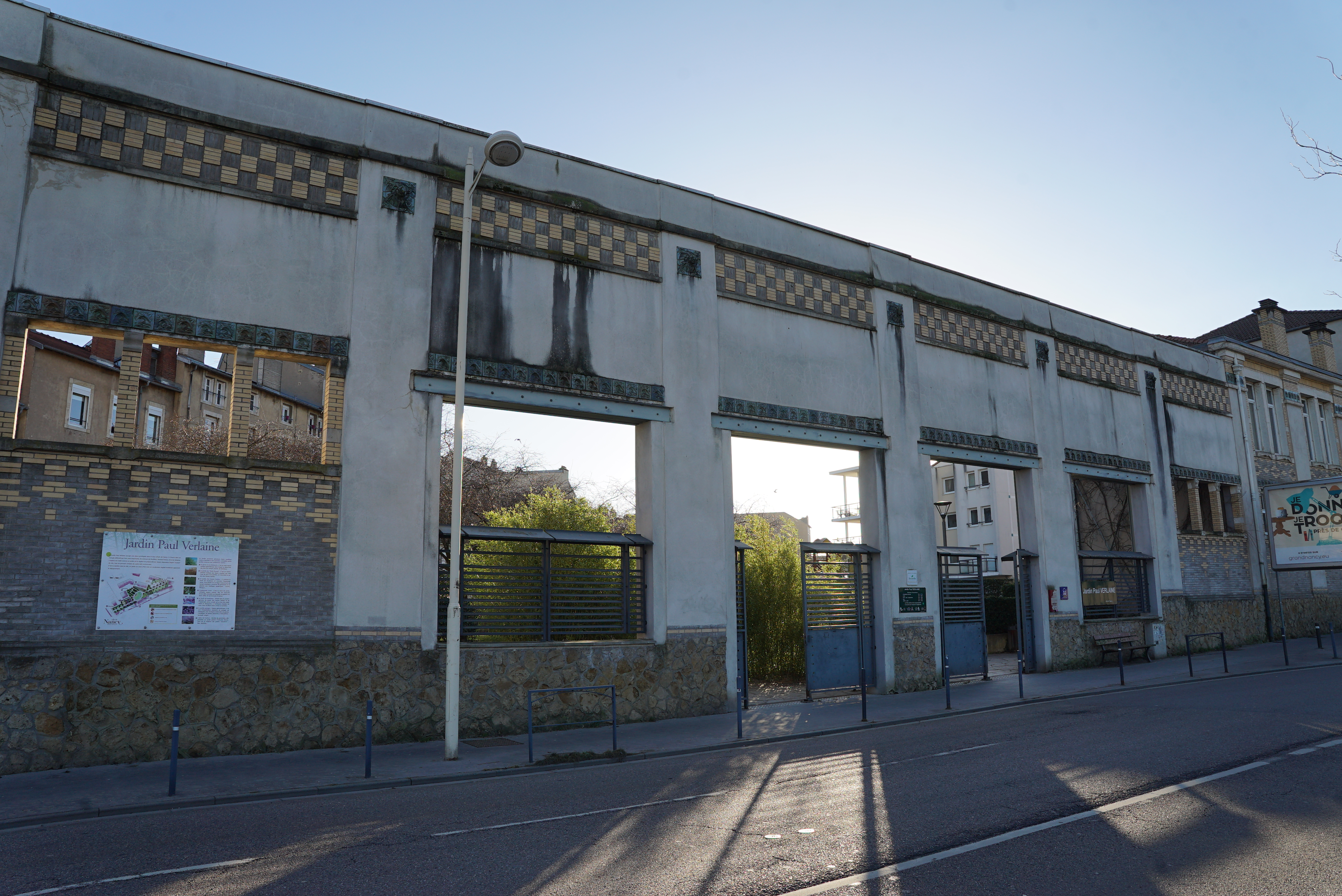
Entrée du jardin Verlaine.